# Dwayne Washington
Dwayne Alonzo Washington, detto Pearl (Brooklyn, 6 gennaio 1964 – 20 aprile 2016), è stato un cestista statunitense, professionista nella NBA.

## Carriera
Venne selezionato dai New Jersey Nets al primo giro del Draft NBA 1986 (13ª scelta assoluta).

## Statistiche

### College
| Anno      | Squadra         | PG | PT | MP   | TC%  | 3P% | TL%  | RP  | AP  | PRP | SP  | PP   |
| --------- | --------------- | -- | -- | ---- | ---- | --- | ---- | --- | --- | --- | --- | ---- |
| 1983-1984 | Syracuse Orange | 32 | 32 | 33,6 | 54,4 | -   | 66,2 | 2,6 | 6,2 | 2,4 | 0,1 | 14,4 |
| 1984-1985 | Syracuse Orange | 31 | 31 | 34,1 | 49,9 | -   | 78,4 | 2,9 | 6,1 | 2,0 | 0,1 | 15,4 |
| 1985-1986 | Syracuse Orange | 32 | 32 | 32,3 | 53,5 | -   | 72,6 | 2,5 | 7,8 | 2,6 | 0,0 | 17,3 |
| Carriera  | Carriera        | 95 | 95 | 33,3 | 52,6 | -   | 72,9 | 2,7 | 6,7 | 2,3 | 0,1 | 15,7 |

### NBA

#### Regular Season
| Anno      | Squadra    | PG  | PT | MP   | TC%  | 3P%  | TL%  | RP  | AP  | PRP | SP  | PP  |
| --------- | ---------- | --- | -- | ---- | ---- | ---- | ---- | --- | --- | --- | --- | --- |
| 1986-1987 | N.J. Nets  | 72  | 61 | 22,2 | 47,8 | 16,7 | 78,4 | 1,8 | 4,2 | 1,3 | 0,1 | 8,6 |
| 1987-1988 | N.J. Nets  | 68  | 10 | 20,3 | 44,8 | 22,4 | 69,8 | 1,7 | 3,0 | 1,3 | 0,1 | 9,3 |
| 1988-1989 | Miami Heat | 54  | 8  | 19,7 | 42,4 | 7,1  | 78,8 | 2,3 | 4,2 | 1,4 | 0,1 | 7,6 |
| Carriera  | Carriera   | 194 | 79 | 20,8 | 45,2 | 18,4 | 74,6 | 1,9 | 3,8 | 1,3 | 0,1 | 8,6 |

## Palmarès
- McDonald's All-American Game (1983)
- 2 volte NCAA AP All-America Third Team (1985, 1986)